# Paul Martin (politiker)
Paul Edgar Philippe Martin, född 28 augusti 1938 i Windsor i Ontario, är en kanadensisk politiker, ledare för Kanadas liberala parti 2003–2006. Han tillträdde som Kanadas premiärminister 12 december 2003, då han efterträdde Jean Chrétien, och avgick 2006 efter valförlusten till Kanadas konservativa parti under ledning av Stephen Harper.

## Biografi
Martin studerade en kort tid vid Universitetet i Ottawa. Han fortsatte sedan studierna vid University of Toronto. Han avlade där 1961 grundexamen i historia och filosofi och 1965 juristexamen. Han inledde 1966 sin karriär som advokat i Ontario. Han gifte sig 1965 med Sheila Ann Cowan. Paret fick tre söner.
Martin är troende katolik. Under tiden som premiärminister ifrågasatte biskop Fred Henry Martins tro, eftersom samkönade äktenskap legaliserades med stöd av premiärministern. Martin betonade att han håller sin tro skild från politiken.
Martin var verkställande direktör för Canada Steamship Lines (CSL) 1973–1988. Han har varit ledamot av underhuset i Kanadas parlament sedan 1988. Han var Kanadas finansminister 1993–2002.